# Farman HF.20
Il Farman HF.20 e le sue varianti erano una famiglia di aerei da ricognizione prodotti in Francia poco prima e durante la prima guerra mondiale. Si trattava di una versione evoluta del Farman MF.11 "Shorthorn" a cui erano stati tolti i pattini di atterraggio distintivi del modello da cui derivava e che incorporava caratteristiche tipiche dei progetti di Henri Farman. Entrò in servizio con gli eserciti francese, belga e serbo (nel 1913 due aerei condussero una ricognizione durante l'assedio di Scutari nella prima guerra balcanica del 1912-1913 ed uno si schiantò) e con i Royal Flying Corps e la RNAS britanniche poco dopo lo scoppio della guerra.
Venne anche costruito su licenza dalla Jero in Belgio, dalla Società Costruzioni Aeronautiche Savoia in Italia (con motore Fiat A.10 o Colombo da 100 CV), dalla Aircraft Manufacturing Co. (Airco) e dalla Grahame-White Aviation nel Regno Unito, nonché da altri produttori.
Il motore era in genere uno Gnome rotativo da 70 CV o 80 CV od un Le Rhône rotativo da 80 CV, anche se alcuni esemplari furono dotati di motori Alessandro Anzani o di altri propulsori.
L'HF.20 era seriamente sottopotenziato ed furono provati vari motori nella speranza di correggere questo difetto, senza ottenere molto successo. Il problema fu infine risolto solo quando sulla variante HF.27 fu montato un motore di potenza doppia rispetto al propulsore originale, quando però l'aereo era già obsoleto. Tuttavia, le prestazioni dell'HF.20 lo rendevano adeguato per l'uso su fronti secondari.

## Impiego operativo
Nell'agosto 1914, gli HF.20/21/22 erano in servizio nelle Escadrille 1, 7, 13, 19 e 28 dell'Aviation militaire française, nelle Escadrille 1 e 2 della Reale aeronautica militare belga, negli Squadron No. 1, 2 e 3 del R.N.A.S. (Royal Naval Air Service) e negli Squadron No. 3, 5, 6 e 7 dei R.F.C. (Royal Flying Corps). Essi equipaggiavano anche le forze rumene e russe.
I Farman inglesi operarono in Francia nel R.N.A.S. e nel R.F.C., ma erano anche impiegati nel Wing N. 3 del R.N.A.S. nei Dardanelli. Inoltre, molti degli esemplari utilizzati dal R.N.A.S. erano dotati di galleggianti.
Una variante importante di questa serie 20 era l'HF.27, che aveva una struttura metallica, una gondola più corta, le stesse ali ed un carrello d'atterraggio semplificato, a quattro ruote, senza pattini. Era un velivolo leggermente più grande rispetto ai modelli precedenti, equipaggiato con un motore a stella raffreddato a liquido Canton-Unné da 140 o 160 CV. Questo aereo, in grado di volare per quattro ore, poteva trasportare un carico di bombe fino a 250 kg.
Il Farman H.F.27 operò sul fronte occidentale, nei Dardanelli, in Mesopotamia, in Africa orientale e nella Campagna dell'Africa Tedesca del Sud-Ovest. Gli esemplari del R.N.A.S. sono stati utilizzati in Francia ed a Moudros, nel Mar Egeo, con il Wing No. 2. Diversi aerei del R.N.A.S. furono successivamente trasferiti ai R.F.C., equipaggiando gli Squadron No. 26 e 30.

## Varianti
- HF.20: versione originale con motore Gnome Lambda
- HF.21: 15,5 m (51 ft) di lunghezza e aumento dell'apertura alare con motore Gnome Lambda. Almeno uno dei pochi esemplari costruiti, entrato in servizio con la svizzera Luftstreitkräfte.
- HF.22: 15,58 m di lunghezza e aumento dell'apertura alare con motore Gnome Lambda.
- HF.22 idrovolante: (denominato anche HF.22bis o Savoia HF.22-H)
- HF.23: Versione con lunghezza di 18,08 m con motore Gnome Lambda
- HF.24: Versione acrobatica lunga 11,5 m con motore Gnome Lambda
- HF.27: Motore Renault da 155 CV (116 kW) o motore Renault da 240 CV (180 kW) con un carrello rivisto che includeva ruote a naso simili al Voisin III.